# 윌리엄 더들리 펠리
윌리엄 더들리 펠리(William Dudley Pelley, 1890년 3월 12일 ~ 1965년 6월 30일)는 미국의 작가, 심령주의자, 파시스트 정치운동가였다.
그는 작가로서 할리우드 영화의 펜싱 각본 그리고 두 번의 오 헨리상을 수상하며 두각을 나타냈다. 그의 1929년 에세이 "영원한 7분"(Seven Minutes in Eternity)은 펠리의 경력에 전환점을 찍었고, 나중에 임사 체험이라고 불릴 만한 것의 인기 있는 예로서 출판된 아메리칸 매거진(The American Magazine)에서 중요한 반응을 얻었다. 신비주의와 오컬트에 대한 그의 경험은 정치 쪽으로 표류했고, 1933년 펠리는 미국의 실버 군단(Silver Legion of America, 파시스트 불법무장연맹)을 창설했다. 1936년 기독당 후보로 미국 대통령에 출마했다.
그는 1942년 소요죄로 15년형을 선고받고 1950년 석방되었다. 그가 사망하자 뉴욕 타임스는 그를 "중대한 추종자가 없는 선동가"(an agitator without a significant following)라고 평가했다.

## 같이 보기
- 헨리 포드
- 찰스 린드버그
- 제5열